# لانکرن
لانکرن (به فرانسوی: Lancrans) یک کمون در فرانسه است که در Canton of Collonges واقع شده‌است.

## خصوصیات
لانکرن ۹٫۶۶ کیلومترمربع مساحت و ۱٬۰۲۵ نفر جمعیت دارد و ۶۲۵ متر بالاتر از سطح دریا واقع شده‌است.